# Taxeotis bigeminata
Taxeotis bigeminata là một loài bướm đêm trong họ Geometridae.